# Olga (Florida)
Olga ist ein census-designated place (CDP) im Lee County im US-Bundesstaat Florida. Das U.S. Census Bureau hat bei der Volkszählung 2020 eine Einwohnerzahl von 2.270 ermittelt. 
Olga liegt am Südufer des Caloosahatchee River und rund 12 Kilometer östlich von Fort Myers. Durch den CDP führt die Florida State Road 80. Tampa liegt etwa 200 Kilometer und Miami 220 Kilometer entfernt.

## Demographische Daten
Laut der Volkszählung 2010 verteilten sich die damaligen 1952 Einwohner auf 879 Haushalte. Die Bevölkerungsdichte lag bei 177,5 Einw./km². 86,3 % der Bevölkerung bezeichneten sich als Weiße, 5,0 % als Afroamerikaner, 0,8 % als Indianer und 2,8 % als Asian Americans. 2,9 % gaben die Angehörigkeit zu einer anderen Ethnie und 2,4 % zu mehreren Ethnien an. 12,6 % der Bevölkerung bestand aus Hispanics oder Latinos.
Im Jahr 2010 lebten in 34,9 % aller Haushalte Kinder unter 18 Jahren sowie 28,3 % aller Haushalte Personen mit mindestens 65 Jahren. 72,8 % der Haushalte waren Familienhaushalte (bestehend aus verheirateten Paaren mit oder ohne Nachkommen bzw. einem Elternteil mit Nachkomme). Die durchschnittliche Größe eines Haushalts lag bei 2,62 Personen und die durchschnittliche Familiengröße bei 2,99 Personen.
25,2 % der Bevölkerung waren jünger als 20 Jahre, 22,6 % waren 20 bis 39 Jahre alt, 31,0 % waren 40 bis 59 Jahre alt und 21,1 % waren mindestens 60 Jahre alt. Das mittlere Alter betrug 42 Jahre. 49,8 % der Bevölkerung waren männlich und 50,2 % weiblich.
Das durchschnittliche Jahreseinkommen lag bei 63.208 $, dabei lebten 6,8 % der Bevölkerung unter der Armutsgrenze.
Im Jahr 2000 war Englisch die Muttersprache von 95,37 % der Bevölkerung und Spanisch sprachen 4,63 %.

## Sehenswürdigkeiten
Am 27. April 1995 wurde die Olga School in das National Register of Historic Places eingetragen.